# Zvenella cognata
Zvenella cognata är en insektsart som beskrevs av Andrej Vasiljevitj Gorochov 1992. Zvenella cognata ingår i släktet Zvenella och familjen syrsor. Inga underarter finns listade i Catalogue of Life.